# بیوکانان، لیبریا
بیوکانان (به لاتین: Buchanan) سومین شهر بزرگ لیبریا است که در شهرستان گرند باسا واقع شده‌است. بیوکانان ۳۴٬۲۷۰ نفر جمعیت دارد و ۷۷ متر بالاتر از سطح دریا واقع شده‌است.